# María Collazo
María Collazo (Montevideo, 6 mars 1884 - 22 mars 1942) était une éducatrice et journaliste, féministe, syndicaliste et anarchiste uruguayenne.

## Biographie
Fille d'immigrants galiciens catholiques, María Collazo grandit dans une famille nombreuse, qui compte huit frères en plus d'elle, sa famille habite dans le quartier montévidéen de La Aguada. Elle fait ses études dans une école tenues par des religieuses. C'est Luis, son frère aîné, installé à Buenos Aires, qui l'a introduite aux idées anarchistes lorsqu'elle était adolescente.
En 1902, elle se marie avec Pedreira, avec qui elle a quatre fils. Après un séjour à Montevideo, la famille s'installe à Buenos Aires. Elle s'est familiarisé rapidement avec les centres de militance anarcho-syndicaliste, représentée alors par le syndicat de la Fédération ouvrière argentine (FOA). 
En 1908, peu après la naissance de sa quatrième fille, elle s'est retrouvée veuve. Quelques années après, elle donne naissance à sa cinquième fille. Tous ses enfants ont reçu des noms faisant référence à la mythologie : Thémis, Spartacus, Hébé, Léda et Vénus pour la dernière. 

## Militante
En 1907, avec entre autres Juana Rouco Buela, Virginia Bolten et Teresa Caporaletti elle organise le Centre Féminin Anarchiste (Centro Femenino Anarquista), première organisation féministe-libertaire d'Argentine formée pour s'adresser aux femmes et à leurs conditions d'un point de vue anarchiste. Son siège était situé dans les locaux syndicaux de la Société de résistance des conducteurs de chars de Buenos Aires (la Sociedad de Resistencia de Conductores de Carros de Buenos Aires).
Cette année-là, María Collazo et Juana Rouco ont fait de nombreux discours au moment de la grève des locataires, mouvement de protestation réalisé en réponse à l'augmentation des loyers et aux expulsions des immeubles à Buenos Aires et dans d'autres villes d'Argentine. Une fois la grève terminée, le gouvernement argentin a expulsé les syndicalistes immigrés dont l'implication avait été déterminante en utilisant la Loi de Résidence. Collazo était visée par les décrets d'expulsion de par son investissement militant, elle a donc dû retourner en Uruguay où elle a rejoint sa famille. 
En Uruguay, elle devient une animatrice importante des milieux anarchistes et syndicalistes organisés autour de la Fédération ouvrière régionale uruguayenne (FORU) fondée en 1905. En octobre 1909, elle a participé aux protestations contre la condamnation à mort du pédagogue anarchiste espagnol Francisco Ferrer Guardia et aux manifestations d'ampleur mondiale postérieures à son exécution le 13 octobre. En 1918, lors des manifestations organisées par la FORU à la suite de la mort de l'ouvrier Floro Ferrara le 8 août 1918, María Collazo est une des oratrices du syndicat lors du meeting du 9 août et lors de la grève des tramways et des chauffeurs qui a suivi. 

## Journalisme
En 1909, elle collabore à La Nueva Senda (Le Nouveau Sentier, 1909-1910), périodique anarcho-féministe dirigé par Juana Rouco Buela et installé à Montevideo. 
En 1915, elle fonde et dirige la publication La Batalla (La Bataille), hebdomadaire anarchiste publié à Montevideo.